# Guarani (valuta)
Guarani (Pg - Guaraní) är den valuta som används i Paraguay i Sydamerika. Valutakoden är PYG. 1 guarani = 100 céntimos.
Valutan infördes 1944 och har sitt namn efter en inhemsk indianstam. Den ersatte den tidigare peson och har under åren genomgått en rad devalveringar.

## Användning
Valutan ges ut av Banco Central del Paraguay (BCP) som grundades 1907 och har huvudkontoret i Asunción.

## Valörer
- mynt: 1 (används ej), 5 (används ej), 10 (används ej), 50, 100 och 500 guarani
- underenhet: används ej, tidigare céntimos
- sedlar: 1 000, 5 000, 10 000, 20 000, 50 000 och 100 000 guarani